# Кунгур (Увинський район)
Кунгу́р (рос. Кунгур) — присілок у складі Увинського району Удмуртії, Росія.

## Населення
Населення — 55 осіб (2010; 88 в 2002).
Національний склад станом на 2002 рік:
- росіяни — 84 %

## Урбаноніми[3]
- вулиці — Центральна